# N773 (België)
De N773 is een gewestweg in Limburg, hij verbindt Maaseik met Neeroeteren. Langs grote delen van de weg is er lintbebouwing, vooral tussen Maaseik-centrum en industrieterrein Jagersborg en tussen de N721 en Neeroeteren-centrum. Ook naast het tussenliggende stuk is er bebouwing, maar daar ligt er hier en daar nog landbouwgrond tussen.
De N773 heeft kruispunten met de N78b, de N762, de N770, de N721 en de N757. De route heeft een lengte van ongeveer 6 kilometer.

## Geschiedenis
Voor de hernummering van de Belgische wegen in 1986, maakte de N773 deel uit van de N21.